# Fountain Hill, Pennsylvania
Fountain Hill là một thị trấn thuộc quận Lehigh, tiểu bang Pennsylvania, Hoa Kỳ. Năm 2010, dân số của thị trấn này là 4597 người.